# مايرون والدن
مايرون والدن (بالإنجليزية: Myron Walden)‏ هو عازف جاز أمريكي، ولد في 18 أكتوبر 1973 في ميامي في الولايات المتحدة.

## وصلات خارجية
- مايرون والدن على موقع ميوزك برينز (الإنجليزية)
- مايرون والدن على موقع أول ميوزيك (الإنجليزية)
- مايرون والدن على موقع ديسكوغز (الإنجليزية)